# Beetle Crazy Cup
Beetle Crazy Cup (Beetle Buggin' en Amérique du Nord) est un jeu vidéo de course sorti en  février 2000.

## Système de jeu
C'est un jeu de course des années 1960, partagé en 5 catégories :
- Speed : « Foncez au volant de voitures toujours plus puissantes et retrouvez toutes les sensations d'une véritable course de vitesse. »
- Cross : « Entrez dans l'arène et défiez les plus grands champions de stock-cars. »
- Jump : « Oubliez les lois de la gravité et activez vos nitroboosters pour des sauts spectaculaires. »
- Monster : « Des roues énormes, des engins exceptionnels et un parcours semé d'obstacles pour une course très fun. »
- Buggy : « Sea, sun and speed... Sur la plage comme sur la route, apprenez à maitriser votre bolide. »

## Accueil
- GameSpot : 6,9/10[1]